# Phaonia perfida
Phaonia perfida är en tvåvingeart som beskrevs av Stein 1920. Phaonia perfida ingår i släktet Phaonia och familjen husflugor. Inga underarter finns listade i Catalogue of Life.